# Rieko
Rieko (jap. りえこ, リエコ) – żeńskie imię japońskie.

## Możliwa pisownia
Rieko można zapisać, używając wielu różnych znaków kanji i może znaczyć m.in.:
- 理恵子, „logika, błogosławieństwo, dziecko”
- 利恵子, „wartość, błogosławieństwo, dziecko”
- 梨恵子, „gruszka, błogosławieństwo, dziecko”
- 梨枝子, „gruszka, gałąź, dziecko”
- 里枝子, „wioska, gałąź, dziecko”
- 理江子, „logika, dopływ, dziecko”
- 里江子, „wioska, dopływ, dziecko”
- 理絵子, „logika, obraz, dziecko”

## Znane osoby
- Rieko Ito (利恵子), a member of the J-pop band Round Table
- Rieko Kodama (理恵子), projektantka gier komputerowych
- Rieko Miura (理恵子), piosenkarka J-popowa i aktorka
- Rieko Yoshihara (理恵子), japońska pisarka

## Fikcyjne postacie
- Rieko Shiba (りえ子), bohaterka mangi Yubisaki Milk Tea
- Rieko Yamato (理絵子), bohaterka light novel i anime Absolute Boy